# Agente representativo
Los economistas utilizan el término agente representativo para referirse al tomador típico de decisiones de un cierto tipo (por ejemplo, el consumidor o la empresa típica).
Más técnicamente, se dice que un modelo económico tiene un agente representativo si todos los agentes del mismo tipo son idénticos. Asimismo, los economistas dicen que un modelo tiene un agente representativo cuándo los agentes difieren, pero actúan de tal manera que la suma de sus elecciones es matemáticamente equivalente a la decisión de uno individual o muchos individuos idénticos. Esto ocurre, por ejemplo, cuándo las preferencias son de la forma polar de Gorman. Un modelo que contiene muchos agentes diferentes cuyas elecciones no pueden ser agregadas de este modo se denomina un modelo de agente heterogéneo.
La noción de agente representativo se remonta a finales del siglo XIX. Francis Edgeworth (1881) utilizó el término "particular representativo", mientras que Alfred Marshall (1890) introdujo una "empresa representativa" en sus Principios de Economía. Aun así, después de que la crítica de Robert Lucas, Jr. de la evaluación econométrica de políticas espoleara el desarrollo de las microfundaciones para la macroeconomía, la idea del agente representativo se hizo más prominente y polémica. Muchos modelos macroeconómicos hoy están caracterizados por un problema de optimización explícitamente declarado del agente representativo, que puede ser un consumidor o un productor (o, frecuentemente, estando ambos tipos de agentes representativos presentes). La demanda u oferta individual derivadas entonces se utilizan como la demanda u oferta agregadas.

## Motivación
Cuándo los economistas estudian un agente representativo, normalmente se debe a que es más simple considerar un agente tomador de decisiones "típico" que analizar simultáneamente muchas decisiones diferentes. Obviamente, los economistas tienen que abandonar el supuesto del agente representativo cuando las diferencias entre individuos son centrales en la cuestión a determinar. Por ejemplo, un macroeconomista podría analizar el impacto de un aumento de precios del petróleo en un consumidor "típico" representativo; pero algunos análisis de subastas implican modelos de agentes heterogéneos porque los compradores potenciales pueden valorar los bienes de manera diferente.
Hartley (1997) discute las razones para la prominencia de la modelización de agente representativo en la macroeconomía contemporánea. En la Crítica de Lucas (1976) señaló que las recomendaciones de políticas basadas en relaciones macroeconómicas del pasado pueden desatender cambios en la conducta de los agentes económicos, los cuales, cuando se agregan, cambiaría las relaciones macroeconómicas entre ellos. Argumenta que este problema se evita en modelos que describan explícitamente de la situación en la que el agente individual toma las decisiones. En este modelo, un economista podría analizar un cambio de política recalculando el problema de decisión de cada agente bajo la nueva política, y entonces agregando estas decisiones para calcular los efectos macroeconómicos del cambio.
La influencia del argumento de Lucas propició que muchos macroeconomistas construyeran modelos microfundamentos. Esto son técnicamente más difícil que las estrategias de modelización previas. Por tanto, casi todos los modelos anteriores de equilibrio general se simplificaron asumiendo que los consumidores o empresas podían ser descritas como un agente representativo. Los modelos de equilibrio general con muchos agentes heterogéneos son bastante más complejos, y son por tanto todavía un campo relativamente nuevo de la investigación económica.

## Crítica
Hartley, sin embargo, encuentra estas razones para la modelización de agentes representativos poco convincente. Kirman (1992), también, es crítico con el enfoque del agente representativo en economía. Dado que los modelos de agente representativo ignoran las cuestiones básicas de agregación, a veces cometen la llamada falacia de la composición. Provee un ejemplo en el cual el agente representativo está en desacuerdo con todos los individuos de la economía. Las recomendaciones de políticas para mejorar el bienestar del agente representativo serían ilegítimas en este caso. Kirman concluye que la reducción de un grupo de agentes heterogéneos a uno representativo no es solo una conveniencia analítica, pero que también está "injustificado y lleva a conclusiones engañosas y normalmente equivocadas." Desde su punto de vista, el agente representativo "se merece un buen entierro como método para el análisis económico que no solo es primitivo, pero fundamentalmente erróneo."
Una alternativa posible al enfoque del agente representativo podrían ser los modelos de simulación de agentes que son capaces de operar con muchos agentes heterogéneos. Otra alternativa es construir un modelo de equilibrio general dinámico estocástico (EGDE) con agentes heterogéneos, que es difícil, pero se está haciendo más común (Ríos-Rull, 1995; Heathcote, Storesletten, y Violante 2009; Canova 2007 sección 2.1.2).
Chang, Kim, y Schorfheide (2011) argumentan de forma similar a Kirman, en el contexto de un modelo EGDE donde los agentes son heterogéneos debido a un riesgo en la renta del trabajo sin asegurar. Estiman un modelo EGDE de agente representativo basado en los datos agregados implicados de su economía de agentes heterogéneos, y muestran que los coeficientes estimados son inconsistentes con los verdaderos parámetros de la economía heterogénea. Señalan que:
'Dado que no es siempre factible tener en cuenta la heterogeneidad explícitamente, es importante reconocer la posibilidad de que los parámetros de un modelo altamente agregado podrían no ser invariantes respecto a cambios en las políticas.'

## Lecturas recomendadas
- Mauro Gallegati and Alan P. Kirman (1999): Beyond the Representative Agent, Aldershot and Lyme, NH: Edward Elgar, ISBN 1-85898-703-2
- James E. Hartley (1996): 'Retrospectives: The origins of the representative agent', Journal of Economic Perspectives 10: 169-177.
- James E. Hartley (1997): The Representative Agent in Macroeconomics. London, New York: Routledge, ISBN 0-415-14669-0
- Alan P. Kirman (1992): 'Whom or what does the representative individual represent?' Journal of Economic Perspectives 6: 117-136.
- Lucas, Robert E. (1976): 'Econometric policy evaluation: A critique', in K. Brunner and A. H. Meltzer (eds.) The Phillips Curve and Labor Markets, Vol. 1 of Carnegie-Rochester Conference Series on Public Policy, pp. 19–46, Amsterdam: North-Holland.
- Ríos-Rull, José-Víctor (1995): 'Models with heterogeneous agents', Chapter 4 in T. Cooley (ed.) Frontiers of Business Cycle Theory, Princeton University Press.
- Douglas W. Blackburn and Andrey D. Ukhov (2008): 'Individual vs. Aggregate Preferences: The Case of a Small Fish in a Big Pond', Available at SSRN: http://ssrn.com/abstract=941126
- Jonathan Heathcote, Kjetil Storesletten, and Giovanni L. Violante (2009), 'Quantitative Macroeconomics with Heterogeneous Households', Annual Review of Economics 1, 319-354.
- Fabio Canova (2007): Methods for Applied Macroeconomic Research. Princeton University Press.

- Datos: Q3606438